# Польсько-тевтонська війна (1326—1332)
Війна Польського королівства з Тевтонським орденом (1326 чи 1327—1332) — військовий конфлікт між Королівство Польським, Великим князівством Литовським і Угорським королівством з Тевтонським орденом, Мазовецьким князівством і Богемським королівством.

## Передісторія

### Напад на Мазовію
Владислав I Локетек, намагаючись об'єднати польські землі, пішов в 1326/1327 році походом на Мазовію. В результаті польські війська захопили Плоцьк, але Плоцкий князь Вацлав разом з братами Земовитом і Тройденом уклав оборонний союз з Тевтонським орденом. Владиславу Локетеку довелося відкласти свої плани, пов'язані з Мазовією.

### Суперечка за Східну Померанію
В 1309 році Східна Померанія виявилася включеною в Державу Тевтонського ордена. Незважаючи на рішення папського суду від 1321 року тевтонці не бажали повертати полякам зайняту територію. Переговори тягнулися багато років, і врешті-решт Орден вирішив, що питання вимагає силового вирішення. Союз з мазовецькими князями став зручним приводом для війни, симпатії чеського короля також були на боці хрестоносців.

### Чеські претензії на польську корону
Королем Чехії з 1310 року став Ян I Сліпий. Як зять польського і чеського короля Вацлава ІІ, він став пред'являти претензії на титул короля Польщі: з 1314 роки він став іменувати себе «Johannes Dei gracia Boemie et Polonie rex Lucemburgensis comes» («Ян, божої милістю король Чехії і Польщі, граф Люксембурзький»). Ситуацію ускладнила коронація Владислава Локетека королем Кракова, яка відбулася в 1320 році з благословення Папи Іоана XXII . Так як претензії Пшемисловичів спиралися на те, що Пшемисл II в 1295 році коронувався королем Польщі в Гнезно, у Великій Польщі, а Владислав коронувався в Кракові, в Малій Польщі, то двох королів стали іменувати «Великопольським» і «Малопольським».

### Болеслав II
Болеслав II Свидницький і його дядьки Генріх I Яворський і Болеслав II Зембицький, а також Пшемисл Глоговський залишалися єдиними повністю незалежними правителями в Сілезії. Болеслав Свидницький активно відстоював незалежність від чехів і підтримував Владислава Локетека.

## Хід подій

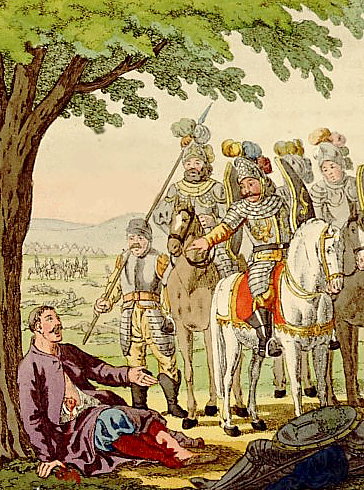
Владислав Локетек і Флоріан Старий після Битви під Пловцями

На початку 1327 року військо Яна I Сліпого рушило на Краків, але затрималося в Сілезії. Дипломатичні дії угорського короля Карла Роберта (дочка Владислава Локетка, Єлизавета була дружиною Карла Роберта) привели до того, що Ян I Сліпий був змушений покинути Малу Польщу і повернутися до Чехії. На півночі тевтонці були ще не готові до війни, але Владислав Локетек, передчуваючи швидкий початок бойових дій, подбав про те, щоб прибрати з Куявії своїх близьких родичів: Пшемисл Іновроцлавскій віддав йому Іновроцлавское князівство, ставши натомість князем Серадзським, а Владислав Горбатий і Болеслав Добжинський передали королю Добжинське князівство, отримавши натомість Ленчицьке князівство.
У 1328 році Іоанн Люксембурзький разом з тевтонцями напав на Велике князівство Литовське. Великий князь литовський Гедимін був союзником Владислава Локетека (дочка Гедиміна Альдона була дружиною сина Владислава Казимира), і тому Владислав на початку 1329 року напав на чеські війська, що йшли по території Держави Тевтонського ордена. Так як при цьому були порушені кордону Кульмерланда, то Орден визнав це порушенням перемир'я, і великий магістр Вернер фон Орзельн уклав в Торуні офіційний союз з Яном I Сліпим, спрямований проти Владислава Локетека, а Ян I Сліпий на підставі свого титулу польського короля дарував хрестоносцям Гданське Помор'я.
У березні 1329 року тевтонці атакували Добжинське князівство, Великопольщу і Куявію. Їм вдалося захопити Пшедеч, Бидгощ, Рацьонж і Накло-над-Нотецею, а також Влоцлавек. Одночасно з цим Ян I Сліпий вторгся в Мазовію, і змусив Вацлава Плоцького принести йому васальну присягу. Після цього чехи рушили в Нижню Сілезію.
У 1330 Владислав Локетек вирішив контратакувати і відбити Добжинську землю, але особливих успіхів йому досягти не вдалося. Удар у відповідь хрестоносців привів до того, що полякам довелося відступити. Лише допомога, отримана з Угорщини, Великого князівства Литовського та Руського королівства дозволила Владиславу атакувати знову, і він осадив Ковалево-Поморське. В результаті під Ліпенеком було укладено перемир'я.
У 1331 хрестоносці вирішили спробувати нанести вирішальний удар, скоординований з нападом чеських військ з півдня; місцем зустрічі повинен був стати Каліш. Війська під командуванням Дітріха фон Альтенбурга виступили на Пиздри, де намісником був королівський син Казимир III. Їм вдалося взяти місто, але Казимир зумів втекти, і з військами познанського воєводи Вінсента Шамотульского завдав удар по лицарям, однак перемоги здобути не зміг і був змушений відступити. Після цього тевтонцями були захоплені і спалені міста Бнін, Жнін, Сьрода-Велькопольска і Победзіська.
Чехи, однак, під Каліш так і не прийшли, затримавшись в Сілезії, а звідти рушивши на Познань. Чи не дочекалися їх тевтонці не наважилися самотужки штурмувати Каліш, а замість цього захопили Гнезно. Після цього тевтонське військо розділилося на дві частини, чим спробував скористатися Владислав Локетек. 27 вересня 1331 року, між хрестоносцями і поляками відбулася битва під Пловцями, що закінчилася внічию. Після битви Орден отримав вирішальну перевагу і знову захопив Куявию.

## Підсумок
З 1332 року почалися мирні переговори. Владислав Локетек вмер в 1333 році, не дочекавшися їх кінця. У 1335 і 1338 роках були врегульовані спірні питання між Казимиром III та Яном Сліпим: за велику грошову суму Ян відмовлявся від претензій на титул короля Польщі, а Польща приєдналася до чесько-угорського союзу проти Габсбургів. У 1339 році відбувся Варшавський процес, відповідно до рішення якого Тевтонський орден повинен був повернути позичені польські землі, але Орден подав апеляцію в папську курію в Авіньйоні. В результаті 2 червня 1343 року в Каліші був укладений мир.

## Участь українців у війні
Історики сперечаються щодо участі українців Руського королівства у цій війні. Балтські середньовічні автори зафіксували участь русів у війні 1329—1332 рр. Проте Руським королівством на той час управляв Юрій ІІ, якого поляки називають сателітом Польщі, однак згідно з історичних даних він проводив незалежну політику і навіть нападав на Польське та Угорське королівство.
У «Анналах самбійських каноніків», що створені орієнтовно в середині XIV ст. у Кенігсберзі сказано «Року Божого 1330 велике військо литовців і русів в Курляндію під час великого посту вривається, нищачи безжально та вбиваючи, і [з] великою здобиччю награбованого до себе вертається» Це ж підтверджується в «Ронненбурзьких анналах», уривчастих нотатках невідомих кліриків за 1190—1349 рр. В обох випадках анналісти не уточили, звідки саме походять руси. В історіографії утвердилася думка, що ці війська належали васалам великого князя Гедиміна.
З лист магістра Тевтонського ордену Лютера фон Брауншвейґа до папи римського Іоанна XXII про похід лицарів на Польщу 1331 р. сказано «король [польський] … з угорцями, литовцями, русами і половцями знову увірвався до наших земель». Ймовірно йшлося про русів підданих Угорського королівства, до якого входило і Закарпаття. Ймовірно згадані великим магістром Ордену руси вербувалися з цих земель. Князь Юрій-Болеслав Тройденович, таким чином, участі в конфлікті на стороні Владислава Локєтка не брав.